# Dirophanes mellinus
Dirophanes mellinus är en stekelart som först beskrevs av Léon Abel Provancher 1875.  Dirophanes mellinus ingår i släktet Dirophanes och familjen brokparasitsteklar. Inga underarter finns listade i Catalogue of Life.